# Estadio del Bicentenario
Het Estadio San Juan del Bicentenario (kortweg Estadio del Bicentenario) is een multifunctioneel stadion in San Juan, Argentinië. Het stadion wordt vooral gebruikt voor voetbalwedstrijden. De voetbalclub CA San Martín speelt er zijn thuiswedstrijden. In het stadion kunnen 25.286 toeschouwers. 
Het stadion zou eerst worden geopend in mei 2010, ter ere van de (200 jaar geleden) mei-revolutie. Door vertragingen kon het stadion echter niet op tijd worden geopend en werd de opening verplaatst naar 16 maart 2011. In de openingswedstrijden speelde het Argentijnse voetbalelftal tegen het elftal van Venezuela en won deze wedstrijd met 4–1.   

## Copa América
Dit stadion is gebruikt voor Copa América van 2011. Op het toernooi werden 2 wedstrijden gespeeld in de groepsfase en een van de kwartfinales. 
| № | Datum        | Wedstrijd         | Uitslag | Copa América |
| - | ------------ | ----------------- | ------- | ------------ |
| 1 | 4 juli 2011  | Uruguay – Peru    | 1 – 1   | Groepsfase   |
| 2 | 4 juli 2011  | Chili – Mexico    | 2 – 1   | Groepsfase   |
| 3 | 17 juli 2011 | Chili – Venezuela | 1 – 2   | Kwartfinale  |

Het stadion werd ook gebruikt voor het Zuid-Amerikaans kampioenschap voetbal onder 20 in 2013. 